# دیمیتار کوتافچیف
دیمیتار کوتافچیف (بلغاری: Димитър Мутафчиев؛ ۱۰ ژانویهٔ ۱۹۰۳ – ۸ سپتامبر ۱۹۹۰) بازیکن فوتبال اهل بلغارستان بود.
از باشگاه‌هایی که در آن بازی کرده‌است می‌توان به باشگاه فوتبال لفسکی صوفیه و باشگاه فوتبال لوکوموتیو صوفیه اشاره کرد.
وی همچنین در تیم ملی فوتبال بلغارستان بازی کرده‌است.